# Денисенко, Александр Иванович
Александр Иванович Денисенко (10 августа 1947, село Мотково, Новосибирская область, РСФСР, СССР — 28 марта 2023, Новосибирск, Россия) — русский поэт, писатель, редактор.

## Биография
Учился в Новосибирском педагогическом институте, сотрудничал с новосибирскими газетами «Советская Сибирь», и «Вечерний Новосибирск», работал телеоператором, редактором Сибирского отделения издательства «Детская литература». Жил и работал в Новосибирске.

## Творчество
Как отметил в своем исследовании А. Соколов, кандидат философских наук, поэт: «Поэзия Денисенко настолько же противоречива на первый взгляд, насколько и гармонически цельна в отображении окружающего мира. Она рождается как бы в точке пересечения языковых пластов современного городского и патриархально-деревенского миров. Денисенко не приемлет сложившуюся картину мира, потому даже в таких традиционных темах, как тема войны, родительского дома, он свеж во взгляде и ощущении. Стихи Александра Денисенко отличают художественная яркость, оригинальность и колоритность. Возможно, из-за некоторой склонности к сюрреалистическим образам и метафорам Денисенко иногда называют поэтом современного русского авангарда, хотя творчество его гораздо шире. Не случайно поэзия Денисенко стала заметным явлением в литературной жизни Сибири последней четверти XX столетия.»

## Публикации
Публиковался в журналах «Сибирские Огни», «Сибирская горница», «Земля Сибирь», «Литературная учеба», «Русский дом», «Новая Россия. Воскресенье», «Культура Алтайского края», «Волга», «Знамя». Его стихи вошли в антологию поэзии «Итоги века» (М., 1997), хрестоматию «Русская поэзия XX века» (М.,1999), «Антологию русской поэзии» (М., 2000). Автор книг «Аминь» (1990), «Пепел» (2000), изданных в Новосибирске.

## «Гнездо поэтов»
Так назывался коллективный сборник стихов, выпущенный по инициативе и под общей редакцией А. И. Плитченко Новосибирским книжным издательством в 1989 году (сост. В. Берязев). Этот сборник открыл читателю ряд интересных поэтов Новосибирска, но первоначальное их открытие состоялось гораздо раньше, в шестидесятых годах, когда все они были членами легендарного городского литобъединения, которым руководил Илья Фоняков. Сами себя они тогда шутливо называли «тетражистами» по выражению Анатолия Маковского (то есть — пишу стихи в тетрадь), а по определению поэта Ивана Овчинникова, «нетакистами» (не так пишу, как все). Кто-то из авторов "Гнезда поэтов и сегодня продолжает работу. Ушли из жизни Жанна Зырянова, Анатолий Соколов, Михаил Степаненко, Николай Шипилов. Среди авторов «Гнезда» нет Валерия Малышева, который по мироощущению, и по духу принадлежал к тому же поэтическому гнезду, бывшим в объединении Фонякова старостой. Алексей Горшенин, писатель, критик, член СП России: «Прерывист и непрост оказался творческий путь птенцов того „гнезда“, и то, что успели, отмечено печатью несомненного таланта и оставит свой след в современной поэзии Сибири».

## Об Александре Денисенко
Александр Иванович ДЕНИСЕНКО (в народе — ДЕНИС)… Один такой. И что-то спрятано в его стихах еще… У Сашиных стихов такое свойство, что они сразу берут в плен. Любого. Почти. Самого нечуткого к слову человека. В них сразу красота, и нежность, и грусть, и нежность. И такие хорошие, радостные переживания, что им нельзя не отдаться… Ну и похвастаюсь в конце концов. Когда-то с заезжим, ошалевшим от Москвы новосибирцем передала свою книжку Денису. И Денис сказал: «Нина знает все слова». И это моя гордость и радость!
— Нина Садур, российский драматург, прозаик и сценарист